# Битка при Литосория
Битката при Литосория е едно от стълкновенията по време на походите на византийския император Константин V Копроним срещу българите.

## Предистория
През май 773 г. Константин V предприема голям поход в Дунавска България. Една византийска армия напредва през клисурите на Източна Стара планина от юг, а друга, начело със самия император, се придвижва на 2000 кораба покрай западното крайбрежие на Черно море и дебаркира северно от планината. Византийското настъпление е спряно при Варна. Тук Константин и българският кан Телериг сключват мирен договор, с който двете страни се задължават да не се нападат взаимно.

## Битката
Няколко месеца по-късно василевсът нарушава договора. От свои привърженици между българите Константин V научава за плана на Телериг да изпрати 12-хилядна войска в областта на славянското племе берзити (в днешна Вардарска Македония). С многобройна войска (според първоизточника, Теофан Изповедник, тя наброява 80 000 души) през октомври 773 г. императорът нахлува в България и в местността Литосория (за чието местонахождение Теофан не дава точни данни, но вероятно става дума за Сините камъни край Сливен) напада ненадейно стана на български пограничен отряд. Изненаданите българи са напълно разбити.

## Последици
След битката при Литосория Константин V се завръща тържествено в Константинопол, водейки много пленници. През 774 и 775 г. императорът предприема още два похода срещу българите. И двата завършват безрезултатно за византийците – първият заради буря, която нанася щети на флотата, а вторият заради смъртта на Константин V (14 септември 775 г.).